# 若望·拉約洛
若望·拉约洛（義大利語：Giovanni Lajolo，1935年1月3日—）是天主教会枢机，意大利人，宗座梵蒂冈城国委员会荣休主席、梵蒂冈城国政府荣休主席。
拉约洛出生于意大利诺瓦拉，于1960年4月29日晋铎，1989年1月6日晋牧。2006年9月15日起担任宗座梵蒂冈城国委员会主席、梵蒂冈城国政府主席。2007年11月24日被教宗本笃十六世册封为枢机。2011年10月1日退休。

## 牧徽

若望·拉约洛枢机牧徽